# Salvatore Crippa
Salvatore Crippa (né le 2 novembre 1914 à Monza, dans l'actuelle province de Monza et de la Brianza et mort le 30 novembre 1971 dans la même ville) est un coureur cycliste italien. 

## Biographie
Professionnel de 1937 à 1949, Salvatore Crippa a remporté une étape du Tour d'Italie 1938 et s'est classé troisième du Tour de Lombardie en 1939, de Milan-Turin en 1942, et quatrième du Tour d'Italie 1946.

## Palmarès
- 1934
  - Medaglia d'Oro Città di Monza
- 1936
  - Medaglia d'Oro Città di Monza
  - Tour de Lombardie amateurs
- 1938
  - 5e étape du Tour d'Italie
  - Medaglia d'Oro Città di Monza
- 1939
  - 3e du Tour de Lombardie
  - 6e du Tour d'Italie
- 1940
  - 6e de Milan-San Remo
  - 7e du Tour de Lombardie
- 1942
  - 3e de Milan-Turin
- 1943
  - 7e de Milan-San Remo
- 1945
  - 7e du Tour de Lombardie
- 1946
  - 3e de la Coppa Agostoni
  - 4e du Tour d'Italie
  - 8e de Milan-San Remo
- 1947
  - 8e du Tour d'Italie

## Résultats sur les grands tours

### Tour d'Italie
- 1938 : non-partant (10e étape), vainqueur de la 5e étape
- 1939 : 6e
- 1940 : 16e
- 1946 : 4e
- 1947 : 8e